# 최추경
최추경(崔秋景, 1950년 8월 20일 ~ 2007년 5월 17일)은 대한민국의 전 축구 선수이자 축구 감독이다. 감독으로서는 정신력을 중시하며 스피드와 체력을 바탕으로 한 축구를 선호했던 것으로 알려져 있으며, 적절한 세대 교체와 베테랑들의 기용으로 인한 신구 조화를 바탕으로 여자 국가대표팀의 수준을 상당 부분 성장시켰다고 평가되었다.

## 선수 경력
경상남도 함안군 가야읍 출신으로 마산상업고등학교 축구부에서 활약했으며, 1970년부터 중앙대학교 축구부에서 활약하였다.

## 지도자 경력
1970년 중앙대학교 진학 후 축구 선수로 성인 무대 데뷔에 실패하자 잠시 축구계를 떠났다. 이후 1979년 인천전문대학에서 교수로 활동하다 1986년부터 인천전문대학 축구부의 감독으로 부임했으며, 1990년 인천전문대학 여자 축구부의 창단 감독으로 임명되어 1993년 팀이 해체될 때까지 활동하였다. 또한 1990년 한국대학축구연맹 홍보이사를 역임했으며, 1993년 기술이사로 자리를 옮겼다. 그리고 1993년 대한축구협회의 이사로 선임된 이후 여성위원장을 지냈으며, 같은 해 섭외담당자 자격으로 일본 히로시마에서 개최된 '평화기원축구대회'에 참가하는 '대학 상비군'의 출국에 동행하였다. 그 뒤 같은 해 대한민국 축구 국가대표팀 정비 문제로 신설된 기술위원회 산하 '소위원회'의 일원으로 합류한 뒤 새로 구성된 기술위원에 포함되었으며, 1993년 AFC 여자 축구 선수권 대회에 출전하는 대한민국 여자 축구 국가대표팀의 단장을 맡았다.
이후 1997년 새로 구성된 대한축구협회 집행부에서는 여성위원장에서 물러났으나 이사 자리를 유지했으며, 1997년부터 2001년까지 울산과학대학교 여자 축구부의 감독으로 활동하였다. 또한 2000년 '2002년 FIFA 월드컵 조직위원회'의 부위원장 및 경기부장으로 임명되었으며, 월드컵 종료시까지 월드컵에 참가하는 각 대표팀이 이용할 캠프의 준비 및 관리를 담당하였다. 그 뒤 2002년 대교 캥거루스가 창단하자 원년 감독으로 합류했으며, 월드컵의 성공적 개최 및 여자 축구 활성화에 대한 공로로 2002년 '대한민국 축구대상 시상식'에서 여자축구 공로상을 받은 뒤 체육훈장 백마장을 수여받았다. 이후 2003년 새로 한국여자축구연맹 회장으로 취임한 이의수 산하 집행부에서 부회장으로 선임되었으며, 2004년에는 2004년 하계 올림픽 예선을 앞두고 대한민국 여자 국가대표팀의 감독 후보 중 한 명으로 물망에 올랐으나 도중 사임하는 진통을 겪었고 최종적으로 결국 최추경이 대표팀의 감독으로 부임하였다. 그리고 최종 예선에서는 괌과 미얀마를 상대로 승리했으나 중화인민공화국에 패해 조 2위로 4강에 진출했으며, 4강에서 다시 한 번 중화인민공화국을 상대로 패배를 기록하며 올림픽 본선 진출이 좌절된 뒤 조선민주주의인민공화국과의 3-4위전에서도 져 4위로 마감하였고 최종 예선 이후 본선 진출 실패에 대한 책임을 지고 대표팀 감독에서 사임하였다. 하지만 같은 해 대교 캥거루스 선수들에게 스파르타식 훈련을 강행하다 선수들이 불만을 품고 무단 이탈하는 불상사가 발생하기도 했으며, 2004년 '경상남도 체육상' 지도상을 받았다.
그 뒤 2007년 한국여자축구연맹 '리그 추진위원회'의 위원장을 역임하였으며, 그 해 통일대기 전국여자종별축구대회에서 팀을 우승으로 이끌며 지도자상을 수상하였다.

## 사망
2006년부터 담낭암으로 투병 생활을 하던 중 2007년 5월 17일 세상을 떠났으며, 장례는 한국여자축구연맹장으로 치러졌고 유해는 경기도 고양시 해인사 미타원에 안장되었다.

## 기타
1978년 '고등학교 학생의 여가활동 실태에 관한 연구'라는 논문을 작성해 중앙대학교 체육행정학과 석사 학위를 취득했으며, 이후 인천전문대학 체육행정학과의 교수로 재직하가도 했다.
1998년 사비 4억여원을 들여 경상남도 함안군 가야읍 함주공원 터에 대한민국 최초의 축구연수원인 '함안축구연수원'을 설립했으며, 2001년 함안군 군북면 사촌초등학교 터에 대한민국 최초의 축구 학교 건립을 추진하기도 했다.
2002년 FIFA 월드컵 당시 구성된 '조직위원회'의 축구 동호회에서 공격수로 활약했으며, 폴란드와의 조별 라운드 1차전을 앞두고 부산아시아드주경기장의 경기장 상태를 대한민국에 유리하게 조성하며 국가대표팀의 4강 진출에 일조하였다.
2004년 하계 올림픽 예선 당시 중화인민공화국 국가대표팀과의 경기를 앞두고 중화인민공화국 기자들의 막말 취재를 당하기도 했다.
대교 캥거루스의 감독으로 취임한 뒤 폭넓은 중화인민공화국 인맥을 활용해 대교 기업의 중화인민공화국 시장 진출에 기여하였고, 이러한 공로로 2005년 대교의 상무이사로 승진하였다.
안익수와는 인천전문대학 시절 스승과 제자 사이로 인연을 쌓았으며, 2006년 안익수가 성남 일화 천마의 코치를 사임한 뒤 영국으로 유학을 떠나려 하자 본인이 지휘하던 대교 캥거루스의 수석 코치로 영입하였고 최추경 사후 안익수가 뒤를 이어 팀의 차기 감독이 되었다.

## 지도자 기록
- 1986년 ~ 1990년: 인천전문대학
- 1990년 ~ 1993년: 인천전문대학 여자
- 1997년 ~ 2001년: 울산과학대학교 여자
- 2002년 ~ 2007년: 대교 캥거루스
- 2004년: 대한민국 여자 국가대표팀

## 수상 경력

### 감독
- 전국체육대회
  - 우승 2회: 2004년, 2006년
  - 준우승 1회: 2005년
- 전국여자축구선수권대회
  - 우승 3회: 2003년, 2005년, 2006년
  - 준우승 1회: 2004년
- 춘계 한국여자축구연맹전
  - 우승 1회: 2006년
  - 준우승 3회: 2003년, 2004년, 2005년
- 추계 한국여자축구연맹전
  - 준우승 3회: 2003년, 2004년, 2006년
- 통일대기 전국여자종별축구대회
  - 우승 1회: 2007년
  - 준우승 1회: 2003년
- 여왕기 전국여자종별축구대회
  - 준우승 1회: 2003년

### 개인
- 2002년 체육훈장 백마장
- 2003년 전국여자축구선수권대회 지도자 감독상
- 2005년 전국여자축구선수권대회 지도자 감독상
- 2007년 통일대기 전국여자종별축구대회 지도자 감독상